# 派克克里克鎮區 (明尼蘇達州莫里森縣)
派克克里克鎮區（英語：Pine Creek Township）是位於美國明尼蘇達州莫里森縣的一個行政鎮區。

## 歷史
派克克里克鎮區於1880年設立，得名自附近同名的溪。

## 地方資料
派克克里克鎮區的面積為87.51平方千米，當中陸地面積為87.05平方千米，而水域面積為0.46平方千米。根據2020年美國人口普查的數據，當地共有人口958人，而人口密度為每平方千米10.95人。